# FK Doubravník
Fotbalový klub Doubravník je sportovní klub z Doubravníku v okrese Brno-venkov, který byl založen roku 1941. V roce 2009 A-mužstvo zaniklo a bylo obnoveno v roce 2016. Přestože se Doubravník nachází v okrese Brno-venkov, nastupuje v soutěžích okresu Žďár nad Sázavou.
Za Doubravník hráli mj. bývalí prvoligoví hráči Pavel Černík, Pavel Kobylka, Petr Maléř a Martin Špinar.

## Historické názvy
- 1941 – SK Doubravník (Sportovní klub Doubravník)
- 19?? – TJ Doubravník (Tělovýchovná jednota Doubravník)
- 199? – SK FC Doubravník (Sportovní klub Football Club Doubravník)
- 2009 – zánik
- 2016 – obnovení činnosti jako FK Doubravník, z. s. (Fotbalový klub Doubravník, zapsaný spolek)[1][4]

## Stručná historie klubu
Sportovní klub Doubravník byl založen v neděli 8. června 1941 a na ustavující schůzi byl předsedou zvolen Metoděj Vejpustek, jehož pomocníky byli Miloš Zimula a Vojtěch Nedoma.

## Umístění v jednotlivých sezonách
Legenda: Z – zápasy, V – výhry, R – remízy, P – porážky, VG – vstřelené góly, OG – obdržené góly, +/− – rozdíl skóre, B – body, červené podbarvení – sestup, zelené podbarvení – postup, světle fialové podbarvení – přesun do jiné soutěže
| Československo (1972–1993)                                      |                                         |        |                                                                     |                                                                     |                                                                     |                                                                     |                                                                     |                                                                     |                                                                     |                                                                     |                                                                     |                                                                     |                                                                     |
| Sezóna                                                          | Liga                                    | Úroveň | Z                                                                   | V                                                                   | R                                                                   | P                                                                   | VG                                                                  | OG                                                                  | +/−                                                                 | B                                                                   | Pozice                                                              |                                                                     |                                                                     |
| 1972/73                                                         | I. A třída Jihomoravského kraje – sk. A | 6      | 26                                                                  | 5                                                                   | 5                                                                   | 16                                                                  | 26                                                                  | 66                                                                  | −40                                                                 | 15                                                                  | 14.                                                                 |                                                                     |                                                                     |
| …                                                               |                                         |        |                                                                     |                                                                     |                                                                     |                                                                     |                                                                     |                                                                     |                                                                     |                                                                     |                                                                     |                                                                     |                                                                     |
| 1977/78                                                         | Okresní přebor Žďárska                  | 7      | 26                                                                  | 12                                                                  | 7                                                                   | 7                                                                   | 53                                                                  | 31                                                                  | +22                                                                 | 31                                                                  | 5.                                                                  |                                                                     |                                                                     |
| …                                                               |                                         |        |                                                                     |                                                                     |                                                                     |                                                                     |                                                                     |                                                                     |                                                                     |                                                                     |                                                                     |                                                                     |                                                                     |
| 1985/86                                                         | Okresní přebor Žďárska                  | 7      | 22                                                                  | 14                                                                  | 7                                                                   | 1                                                                   | 58                                                                  | 19                                                                  | +39                                                                 | 35                                                                  | 1.                                                                  |                                                                     |                                                                     |
| …                                                               |                                         |        |                                                                     |                                                                     |                                                                     |                                                                     |                                                                     |                                                                     |                                                                     |                                                                     |                                                                     |                                                                     |                                                                     |
| 1991/92                                                         | I. A třída Jihomoravské župy – sk. B    | 6      | 26                                                                  | 6                                                                   | 3                                                                   | 17                                                                  | 31                                                                  | 74                                                                  | −43                                                                 | 15                                                                  | 14.                                                                 |                                                                     |                                                                     |
| 1992/93                                                         | I. B třída Jihomoravské župy – sk. D    | 7      | 26                                                                  | 9                                                                   | 7                                                                   | 10                                                                  | 24                                                                  | 28                                                                  | −4                                                                  | 25                                                                  | 9.                                                                  |                                                                     |                                                                     |
| Česko (1993–2009, 2016–)                                        |                                         |        |                                                                     |                                                                     |                                                                     |                                                                     |                                                                     |                                                                     |                                                                     |                                                                     |                                                                     |                                                                     |                                                                     |
| Sezóna                                                          | Liga                                    | Úroveň | Z                                                                   | V                                                                   | R                                                                   | P                                                                   | VG                                                                  | OG                                                                  | +/−                                                                 | B                                                                   | Pozice                                                              |                                                                     |                                                                     |
| 1993/94                                                         | I. B třída Jihomoravské župy – sk. D    | 7      | 26                                                                  | 9                                                                   | 6                                                                   | 11                                                                  | 33                                                                  | 29                                                                  | +4                                                                  | 24                                                                  | 11.                                                                 |                                                                     |                                                                     |
| 1994/95                                                         | I. B třída Jihomoravské župy – sk. D    | 7      | 26                                                                  | 8                                                                   | 8                                                                   | 10                                                                  | 41                                                                  | 47                                                                  | −6                                                                  | 32                                                                  | 8.                                                                  |                                                                     |                                                                     |
| 1995/96                                                         | I. B třída Jihomoravské župy – sk. B    | 7      | 26                                                                  | 12                                                                  | 7                                                                   | 7                                                                   | 42                                                                  | 33                                                                  | +9                                                                  | 43                                                                  | 4.                                                                  |                                                                     |                                                                     |
| 1996/97                                                         | I. B třída Jihomoravské župy – sk. D    | 7      | 26                                                                  | 16                                                                  | 10                                                                  | 0                                                                   | 50                                                                  | 13                                                                  | +37                                                                 | 58                                                                  | 1.                                                                  |                                                                     |                                                                     |
| 1997/98                                                         | I. A třída Jihomoravské župy – sk. A    | 6      | 26                                                                  | 10                                                                  | 6                                                                   | 10                                                                  | 41                                                                  | 31                                                                  | +10                                                                 | 36                                                                  | 8.                                                                  |                                                                     |                                                                     |
| 1998/99                                                         | I. A třída Jihomoravské župy – sk. A    | 6      | 26                                                                  | 10                                                                  | 8                                                                   | 6                                                                   | 31                                                                  | 30                                                                  | +1                                                                  | 38                                                                  | 5.                                                                  |                                                                     |                                                                     |
| 1999/00                                                         | I. A třída Jihomoravské župy – sk. A    | 6      | 26                                                                  | …                                                                   | …                                                                   | …                                                                   | …                                                                   | …                                                                   | …                                                                   |                                                                     |                                                                     |                                                                     |                                                                     |
| 2000/01                                                         | I. A třída Jihomoravské župy – sk. A    | 6      | 26                                                                  | 9                                                                   | 5                                                                   | 12                                                                  | 34                                                                  | 43                                                                  | −9                                                                  | 32                                                                  | 11.                                                                 |                                                                     |                                                                     |
| 2001/02                                                         | I. A třída Jihomoravské župy – sk. A    | 6      | 26                                                                  | 9                                                                   | 5                                                                   | 12                                                                  | 42                                                                  | 53                                                                  | −11                                                                 | 32                                                                  | 9.                                                                  |                                                                     |                                                                     |
| 2002/03                                                         | I. A třída Kraje Vysočina – sk. A       | 6      | 26                                                                  | 7                                                                   | 6                                                                   | 13                                                                  | 37                                                                  | 51                                                                  | −14                                                                 | 27                                                                  | 12.                                                                 |                                                                     |                                                                     |
| 2003/04                                                         | I. A třída Kraje Vysočina – sk. A       | 6      | 26                                                                  | 17                                                                  | 6                                                                   | 3                                                                   | 58                                                                  | 26                                                                  | +32                                                                 | 57                                                                  | 1.                                                                  |                                                                     |                                                                     |
| 2004/05                                                         | Přebor Kraje Vysočina                   | 5      | 26                                                                  | 9                                                                   | 6                                                                   | 11                                                                  | 30                                                                  | 35                                                                  | −5                                                                  | 33                                                                  | 6.                                                                  |                                                                     |                                                                     |
| 2005/06                                                         | Přebor Jihomoravského kraje             | 5      | 30                                                                  | 13                                                                  | 5                                                                   | 12                                                                  | 38                                                                  | 45                                                                  | −7                                                                  | 44                                                                  | 6.                                                                  |                                                                     |                                                                     |
| 2006/07                                                         | Přebor Jihomoravského kraje             | 5      | 30                                                                  | 4                                                                   | 3                                                                   | 23                                                                  | 15                                                                  | 93                                                                  | −78                                                                 | 15                                                                  | 16.                                                                 |                                                                     |                                                                     |
| 2007/08                                                         | I. A třída Jihomoravského kraje – sk. A | 6      | Mužstvo odstoupilo v polovině sezony, jeho výsledky byly anulovány. | Mužstvo odstoupilo v polovině sezony, jeho výsledky byly anulovány. | Mužstvo odstoupilo v polovině sezony, jeho výsledky byly anulovány. | Mužstvo odstoupilo v polovině sezony, jeho výsledky byly anulovány. | Mužstvo odstoupilo v polovině sezony, jeho výsledky byly anulovány. | Mužstvo odstoupilo v polovině sezony, jeho výsledky byly anulovány. | Mužstvo odstoupilo v polovině sezony, jeho výsledky byly anulovány. | Mužstvo odstoupilo v polovině sezony, jeho výsledky byly anulovány. | Mužstvo odstoupilo v polovině sezony, jeho výsledky byly anulovány. | Mužstvo odstoupilo v polovině sezony, jeho výsledky byly anulovány. | Mužstvo odstoupilo v polovině sezony, jeho výsledky byly anulovány. |
| 2008/09                                                         | I. B třída Jihomoravského kraje – sk. C | 7      | 26                                                                  | 0                                                                   | 3                                                                   | 23                                                                  | 18                                                                  | 111                                                                 | −93                                                                 | 3                                                                   | 14.                                                                 |                                                                     |                                                                     |
| V období 2009–2016 nebylo A-mužstvo přihlášeno v žádné soutěži. |                                         |        |                                                                     |                                                                     |                                                                     |                                                                     |                                                                     |                                                                     |                                                                     |                                                                     |                                                                     |                                                                     |                                                                     |
| 2016/17                                                         | Základní třída Žďárska – sk. A          | 10     | 16                                                                  | 8                                                                   | 2                                                                   | 6                                                                   | 34                                                                  | 21                                                                  | +13                                                                 | 26                                                                  | 5.                                                                  |                                                                     |                                                                     |
| 2017/18                                                         | Základní třída Žďárska – sk. A          | 10     | 16                                                                  | 14                                                                  | 0                                                                   | 2                                                                   | 76                                                                  | 21                                                                  | +55                                                                 | 42                                                                  | 1.                                                                  |                                                                     |                                                                     |
| 2018/19                                                         | Okresní soutěž Žďárska                  | 9      | 26                                                                  | 14                                                                  | 5                                                                   | 7                                                                   | 63                                                                  | 33                                                                  | +30                                                                 | 47                                                                  | 3.                                                                  |                                                                     |                                                                     |
| 2019/20                                                         | Okresní přebor Žďárska                  | 8      | 13                                                                  | 1                                                                   | 3                                                                   | 9                                                                   | 15                                                                  | 36                                                                  | −21                                                                 | 6                                                                   | 13.                                                                 |                                                                     |                                                                     |
| 2020/21                                                         | Okresní přebor Žďárska                  | 8      | 9                                                                   | 2                                                                   | 0                                                                   | 7                                                                   | 18                                                                  | 28                                                                  | −10                                                                 | 6                                                                   | 12.                                                                 |                                                                     |                                                                     |
| 2021/22                                                         | Okresní přebor Žďárska                  | 8      | 26                                                                  | 8                                                                   | 8                                                                   | 10                                                                  | 44                                                                  | 53                                                                  | −9                                                                  | 32                                                                  | 9.                                                                  |                                                                     |                                                                     |
| 2022/23                                                         | Okresní přebor Žďárska                  | 8      | 24                                                                  | 4                                                                   | 5                                                                   | 15                                                                  | 45                                                                  | 88                                                                  | −43                                                                 | 17                                                                  | 11.                                                                 |                                                                     |                                                                     |
| 2023/24                                                         | Okresní přebor Žďárska                  | 8      |                                                                     |                                                                     |                                                                     |                                                                     |                                                                     |                                                                     |                                                                     |                                                                     |                                                                     |                                                                     |                                                                     |

Poznámky:
- 2018/19: Mužstvo postoupilo mimořádně.
- 2019/20 a 2020/21: Tyto sezony nebyly dohrány z důvodu pandemie covidu-19 v Česku.